# Strada statale 494 Vigevanese
Die Strada statale 494 „Vigevanese“ ist eine italienische Staatsstraße.

## Geschichte
Die Straße wurde 1968 als Staatsstraße gewidmet und erhielt die Nummer 494 und die Bezeichnung „Vigevanese“.

## Verlauf
Die SS 494 fängt in Mailand an und führt in Richtung Westen parallel zum Naviglio Grande bis zum Abbiategrasso. Später führt sie weiter über Vigevano, Mortara, Castello d’Agogna und Valenza bis Alessandria.